# BredaBus 4001
Le BredaBus 4001 est un trolleybus urbain conçu et réalisé par le constructeur italien Bredabus à partir de 1988. Il existe en deux longueurs, rigide de 12 m et articulé de 18 mètres.

## Histoire

### Contexte
En 1986, après l'arrêt de l'activité du groupement de constructeurs italiens Inbus, Breda, qui en était un des principaux membres, crée BredaBus. En 1981, Inbus avait produit le modèle de trolleybus F140 pour le réseau de Cagliari, la capitale de la Sardaigne. Dès la création de BredaBus, l'ATC - société municipale des transports publics urbains de La Spezia, commande quatorze nouveaux trolleybus destinés au renouvellement de sa flotte. 

### Le BredaBus 4001.12
Le trolleybus BredaBus 4001 a été le premier modèle à démarrage électronique du constructeur. Les essais du premier prototype se sont déroulés sur le réseau de La Spezia au cours des derniers mois de l'année 1987. La structure de la caisse est modulaire, constituée d'un treillis de profilés en aluminium et le châssis en acier est d'origine Sicca, directement dérivé des fameux châssis brevetés qui servent de base à bon nombre d'autobus et autocars. Les panneaux de carrosserie haut et bas en alliage léger sont boulonnés aux montants de la structure tandis que la bande centrale au niveau des fenêtres est en acier inoxydable non peint. La livrée de la caisse est conforme aux codes couleur imposés par la législation italienne ou celle en vigueur dans les pays d'exportation. 
BredaBus présente officiellement le BredaBus 4001.12 le 19 décembre 1987 en version 12 mètres capable de transporter 112 personnes, version avec un receveur.

### Les utilisateurs
Les compagnies municipales de transport en commun italiennes utilisatrices sont :
- l'ATC de La Spezia qui a reçu 14 exemplaires du 4001.12LL bimodal en 1988[1],
- l'ATC de Bologne, 10 exemplaires en 1989[2],
- la R.T. de Sanremo 14 exemplaires en 1991[3],
- l'A.T.M. de Milan a choisi la version 4001.18 articulée de 18 mètres avec une carrosserie entièrement en acier, livraison des 33 exemplaires entre 1992 et 1994[4].

En 1989, Bredabus met à la disposition du réseau de Trolleybus de Naples un trolleybus 4001.12 bimodal pour réaliser un certain nombre d'essais et tests en situation réelle.
Après avoir absorbé le carrossier Menarini Bus de Bologne, la société est renommée BredaMenarinibus. Le nouveau constructeur utilise le châssis du trolleybus Menarini 220 FLU et la carrosserie du "4001" et présente le trolleybus AnsaldoBreda F15 avec un équipement de traction Ansaldo, qui équipera les réseaux de Cremone à partir de 1996, de Bari en 1997 et le réseau de Gênes en 1997-98.

## Technique
Le trolleybus BredaBus 4001 était construit sur la base de l'autobus urbain BredaBus 2001 et suburbain BredaBus 3001 avec une carrosserie en alliage léger due au crayon du maître Pininfarina. 
Le trolleybus Bredabus 4001 comprend deux versions :
- caisse rigide de 12,0 mètres à 2 essieux : modèle 4001.12,
- articulé de 18,0 mètres à 3 essieux : modèle 4001.18[10];

Les deux versions sont équipées d'un moteur auxiliaire diesel VM Motori qui permet une marche autonome.
L'équipement électrique de traction varie selon le réseau :
- AEG à Sanremo et Milan[12],
- Tecnomasio à La Spezia, à Bologne et sur le prototype de Naples,

## Production
| Réseau             | Nombre | Année de construction | Type                                                |
| ------------------ | ------ | --------------------- | --------------------------------------------------- |
| La Spezia          | 14     | 11/1988               | 4001.12LL Bimodal                                   |
| Naples             | 1      | 1989                  | 4001.12LL Bimodal, prototype en essai jusqu'en 1997 |
| Bologne            | 10     | 1990                  | 4001.12LL Bimodal                                   |
| Sanremo            | 14     | 1991                  | 4001.12LL                                           |
| Milan              | 33     | 1991-1994             | 4001.18LL Bimodal articulé                          |
| Seattle États-Unis | 236    | 1990-1992             | 4001.18S Bimodal articulé                           |

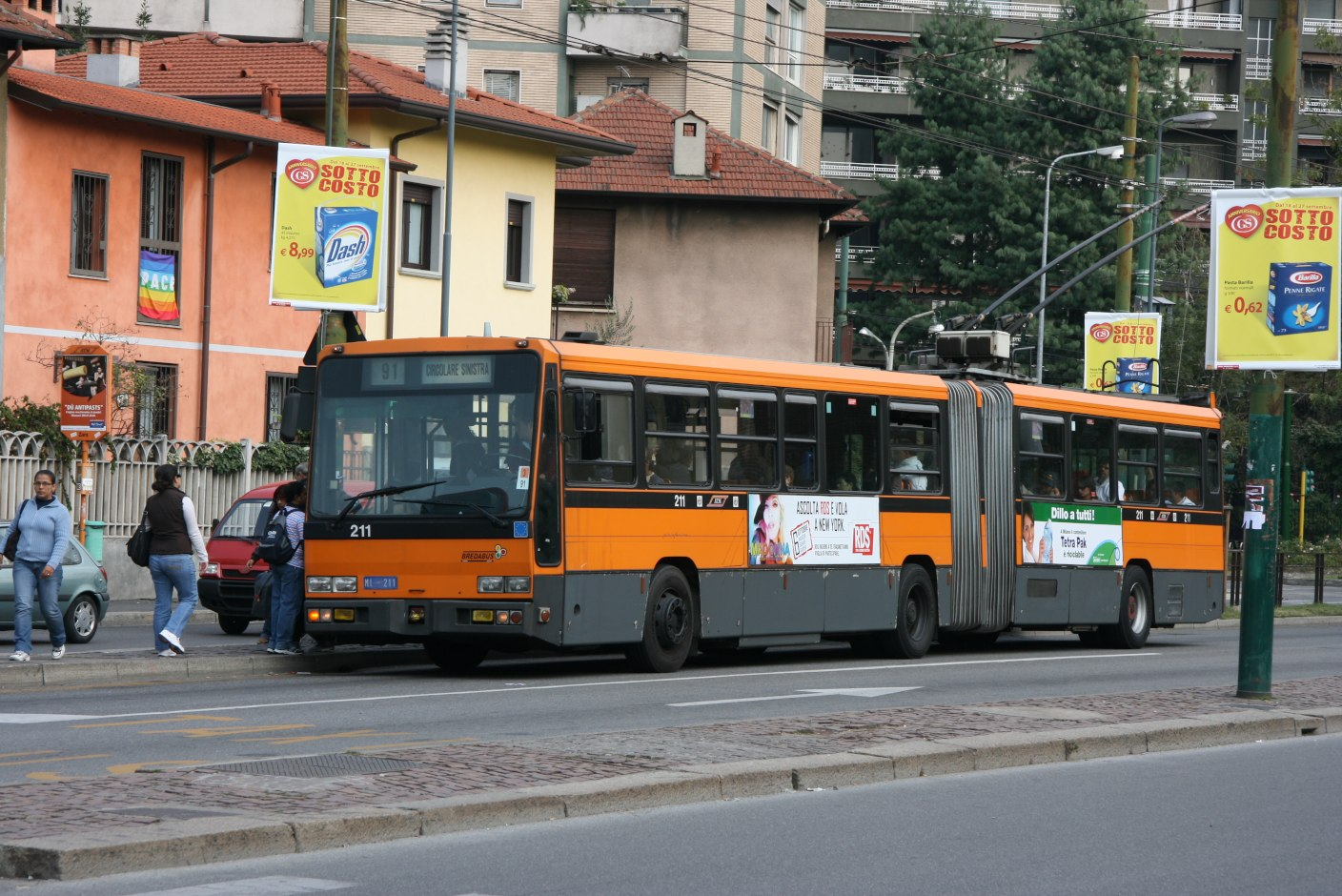
Trolleybus Bredabus 4001.18 articulé no 211 de l'ATM de Milan

En 1989, Bredabus a remporté l'appel d'offres international lancé par la ville de Seattle aux États-Unis pour la fourniture de 236 trolleybus articulés bimodaux équipés d'un matériel électrique de traction AEG/Westinghouse pour le réseau de trolleybus de l'agglomération. Les 236 exemplaires ont été livrés en 1990 et 1991. Ils sont restés en service durant 26 ans. Le dernier trolleybus Bredabus 4001.18S a effectué sa dernière course le 26 octobre 2016.

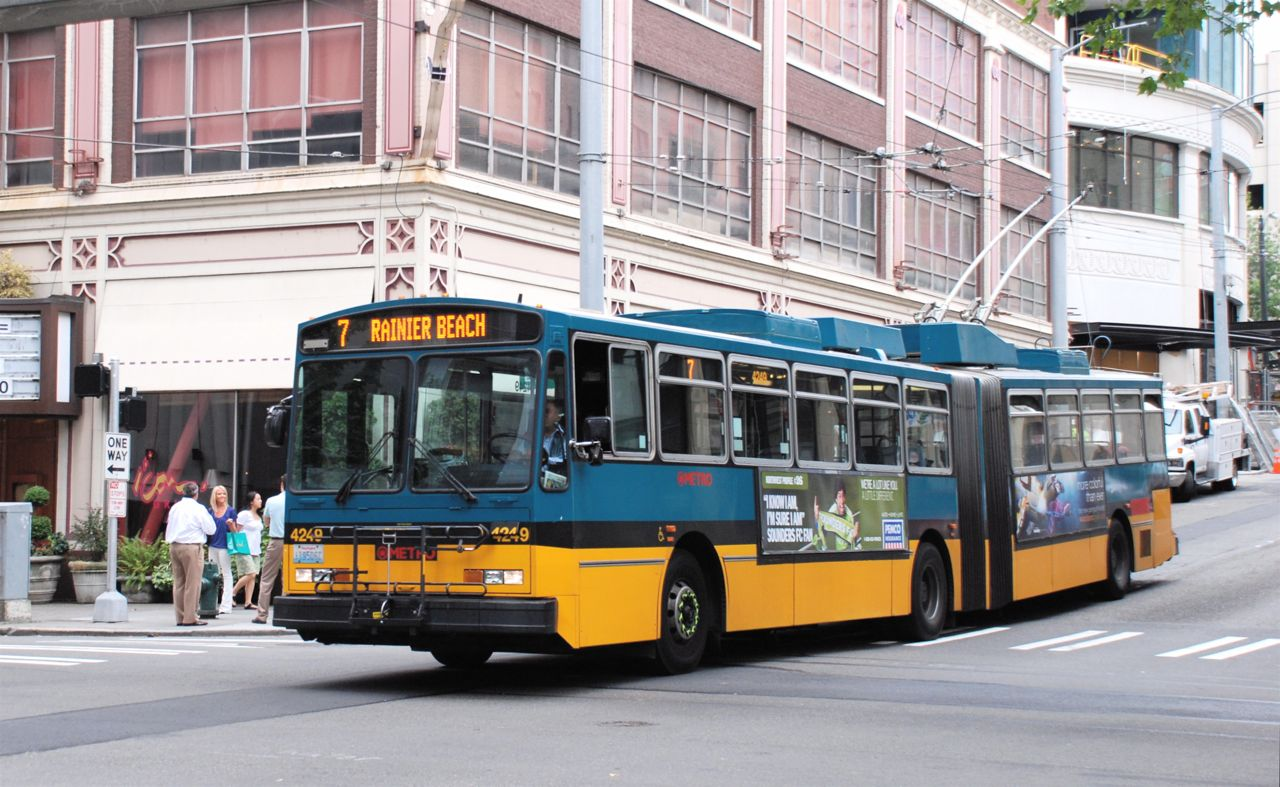
Trolleybus articulé Bredabus 4001.18S à Seattle (2016)